# Thomas Bracht
Franz Thomas Bracht (* 1970) ist ein deutscher Jazzmusiker (Piano, Komposition).

## Leben und Wirken
Bracht studierte von 1991 bis 1995 Jazzpiano und Komposition bei Kris Defoort am Konservatorium der Stadt Luxemburg; auch nahm er an Workshops und Seminaren u. a. mit Bobby Shew (Big Band Arrangement), John Taylor (Jazzpiano) und Maynard Ferguson (Big Band) teil.
Seit 1994 ist Bracht als freischaffender Künstler tätig und verfasste Kompositionen und Arrangements für das Landesjugendjazzorchester des Saarlands. Seit 1997 ist er Leiter der Liesertal Big Band, mit der er das Album Keep It Swinging einspielte. Bracht ist auch eines von vier Mitgliedern der LBB Rhythm Kings, die aus der Rhythmusgruppe der Liesertal Big Band besteht.
Weiterhin war er musikalischer Leiter verschiedener Projekte am Theater Trier und spielte bei Schallplatten- und Rundfunk-Produktionen im Bereich der Neuen Musik, im Jazz und des Pop, so mit dem Liquid Penguin Ensemble, mit Katharina Bihler und Stefan Scheib. Mit dem Liquid Penguin Ensemble war er an Theaterproduktionen wie Zapping – Ein Stück über Zeit (1998) oder Hörspielproduktionen wie Paul Auster: Schlagschatten (1997/1999, Der Hörverlag) und Arthur Gordon Pym (2001) beteiligt. Bracht betätigte sich auch als Komponist für Jazz Ensembles, Big Band und Bühnenmusik.
Bracht leitete die Band engelsQ (gleichnamiges Album 1999); 2010 trat er mit seinem Trio auf. Seit 2003 war er Mitglied in Gast Waltzings Band Largo mit Gastspielen in vielen europäischen Ländern und in Asien, die die Alben Fables of Lost Time (2003) und Long Journey (2005) bei Warner veröffentlichte. Bracht trat bei Konzerten u. a. mit Adam Pierończyk, Christof Thewes, Jörg Kaufmann, Maynard Ferguson, dem Orchestre National de Jazz Luxembourg, Paquito D’Rivera, Sascha Ley, Wollie Kaiser, Frank Hemmerlé sowie Nils Landgren, Didier Lockwood, Bart van Lier und Dee Dee Bridgewater auf.
2015 erschien seine CD „Unterwegs“ feat. Nils Wogram – Trombone bei Portabile Music Trier; 2019 folgte bei Unit Records das Album Don't Play to Impress, bei dem die Thomas Bracht Band neben Wogram noch Sven Decker als weiteren Gast präsentierte.